# Chamonixia
Chamonixia es un género de hongos tipo trufa en la familia Boletaceae. El género tiene una distribución muy amplia, especialmente en regiones templadas y contiene ocho especies. Chamonixia fue circunscripto por el micólogo francés Léon Louis Rolland en 1899.